# Pădurea Dobrina - Huși
Pădurea Dobrina - Huși este o arie protejată (sit de importanță comunitară — SCI) din România, desemnată în scopul protejării biodiversității și menținerii într-o stare de conservare favorabilă a florei spontane și faunei sălbatice, precum și a habitatelor naturale de interes comunitar aflate în arealul zonei de protecție. Aceasta se întinde pe o suprafață de 8.448,5 ha, integral pe uscat.

## Localizare
Centrul sitului Pădurea Dobrina - Huși este situat la coordonatele 46°35′26″N 27°58′33″E / 46.590664°N 27.9757°E. Situl se întinde pe teritoriile administrative ale comunelor Albești, Crețești, Dimitrie Cantemir, Hoceni, Oltenești, Pădureni și Vutcani și pe cel al municipiului Huși din județul Vaslui.

## Înființare
Situl Pădurea Dobrina - Huși a fost declarat sit de importanță comunitară (ROSCI0335) în septembrie 2011 pentru a proteja 1 specie de animale.

## Biodiversitate
Situată în ecoregiunea continentală, aria protejată conține 4 habitate naturale: Păduri de fag Asperulo-Fagetum, Păduri de stejar și de carpen dacice, Tufișuri caducifoliate ponto-sarmatice, Stepe ponto-sarmatice.
La baza desemnării sitului se află o specie protejată de  mamifere: lupul (Canis lupus).